# Tangophobia Vol. 1
Tangophobia Vol. 1: Contemporary Sounds of Buenos Aires es un CD compilatorio lanzado por la discográfica independiente argentina Constitution Music. El álbum contiene varias pistas de diferentes artistas e intérpretes de neo-tango y electrónica de Buenos Aires, incluyendo a NeoShaft, B.A. Jam, Hybrid Tango y Tanghetto.
El álbum también incorpora cinco pistas inéditas de la banda Tanghetto, una de las cuales, la pista "Otra oportunidad" fue un remanente de las sesiones de grabación del álbum "Emigrante (electrotango)".
Según los integrantes de Tanghetto: "Mientras estábamos trabajando en los álbumes "Emigrante (electrotango)" y "Hybrid Tango", ocasionalmente nos juntábamos en el estudio con varios amigos y colegas que estaban explorando el tango y la electrónica. Es en esas sesiones de grabación conjuntas en dónde surgió esta inusual compilación. Fue ahí cuando sentimos que esta música merecía ser lanzada como un álbum de larga duración".
Los artistas intérpretes del álbum son Tanghetto, Hybrid Tango (un proyecto paralelo de Tanghetto), NeoShaft, B.A. Jam y Black Market, todos conjuntos musicales electrónicos y de neo-tango de Buenos Aires.

## Lista de canciones
1. "Humedad" (3:44) - Interpretada por Tanghetto
2. "La Huida" (4:11) - Interpretada por Tanghetto y Black Market
3. "Incógnito" (4:21) - Interpretada por B.A. Jam
4. "Aire" (5:22) - Interpretada por NeoShaft
5. "Renacer" (5:04) - Interpretada por NeoShaft
6. "Tango Provocateur" (3:55) - Interpretada por B.A. Jam
7. "Diagonal Sur" (3:32) - Interpretada por Hybrid Tango / remixed por B.A. Jam
8. "Biorritmo" - Interpretada por Tanghetto y NeoShaft
9. "Sector 'A'" (3:30) - Interpretada por Hybrid Tango / remezclada por B.A. Jam
10. "Sesión de Medianoche" (4:19) - Interpretada por B.A. Jam
11. "Otra Oportunidad" - Interpretada por Tanghetto
12. "El Derrumbe" (3:53) - Interpretada por Tanghetto